# 選抜高等学校野球大会 (高知県勢)
選抜高等学校野球大会における高知県勢の成績について記す。

## 大会結果
| 大会（年度）         | 選出校                          | 試合結果 | 試合結果                        | 成績     |
| -------------------- | ------------------------------- | -------- | ------------------------------- | -------- |
| 第19回大会（1947年） | 城東中（初出場）                | 1回戦    | ○ 2 - 1 神戸一中                | ベスト4  |
| 第19回大会（1947年） | 城東中（初出場）                | 2回戦    | ○ 4x - 3 田辺中（延長11回）     | ベスト4  |
| 第19回大会（1947年） | 城東中（初出場）                | 準々決勝 | ○ 8 - 5 下関商                  | ベスト4  |
| 第19回大会（1947年） | 城東中（初出場）                | 準決勝   | ● 0 - 1 小倉中                  | ベスト4  |
| 第20回大会（1948年） | 高知商（初出場）                | 1回戦    | ○ 5 - 2 桐生工                  | ベスト8  |
| 第20回大会（1948年） | 高知商（初出場）                | 準々決勝 | ● 1 - 7 下関商                  | ベスト8  |
| 第22回大会（1950年） | 高知商（2年ぶり2回目）          | 1回戦    | ○ 4 - 2 海南（延長10回）        | 準優勝   |
| 第22回大会（1950年） | 高知商（2年ぶり2回目）          | 準々決勝 | ○ 5 - 3 熊本工                  | 準優勝   |
| 第22回大会（1950年） | 高知商（2年ぶり2回目）          | 準決勝   | ○ 13 - 9 長良                   | 準優勝   |
| 第22回大会（1950年） | 高知商（2年ぶり2回目）          | 決勝     | ● 1 - 4 韮山                    | 準優勝   |
| 第24回大会（1952年） | 土佐（初出場）                  | 1回戦    | ● 0 - 5 八尾                    | 初戦敗退 |
| 第25回大会（1953年） | 土佐（2年連続2回目）            | 1回戦    | ○ 6 - 0 早稲田実                | 2回戦    |
| 第25回大会（1953年） | 土佐（2年連続2回目）            | 2回戦    | ● 0 - 3 銚子商                  | 2回戦    |
| 第26回大会（1954年） | 高知商（4年ぶり3回目）          | 2回戦    | ○ 1 - 0 湘南                    | ベスト8  |
| 第26回大会（1954年） | 高知商（4年ぶり3回目）          | 準々決勝 | ● 1 - 2 飯田長姫                | ベスト8  |
| 第27回大会（1955年） | 城東（初出場）                  | 2回戦    | ● 6 - 7 高田                    | 初戦敗退 |
| 第29回大会（1957年） | 高知商（3年ぶり4回目）          | 2回戦    | ○ 5 - 1 小倉                    | 準優勝   |
| 第29回大会（1957年） | 高知商（3年ぶり4回目）          | 準々決勝 | ○ 7 - 1 八幡商                  | 準優勝   |
| 第29回大会（1957年） | 高知商（3年ぶり4回目）          | 準決勝   | ○ 3 - 1 倉敷工                  | 準優勝   |
| 第29回大会（1957年） | 高知商（3年ぶり4回目）          | 決勝     | ● 3 - 5 早稲田実                | 準優勝   |
| 第30回大会（1958年） | 高知商（2年連続5回目）          | 1回戦    | ○ 1 - 0 和歌山工                | 2回戦    |
| 第30回大会（1958年） | 高知商（2年連続5回目）          | 2回戦    | ● 3 - 4x 海南（延長12回）       | 2回戦    |
| 第31回大会（1959年） | 高知商（3年連続6回目）          | 2回戦    | ○ 2x - 1 膳所（延長14回）       | ベスト8  |
| 第31回大会（1959年） | 高知商（3年連続6回目）          | 準々決勝 | ● 0 - 1 県尼崎                  | ベスト8  |
| 第34回大会（1962年） | 高知（7年ぶり2回目）            | 1回戦    | ○ 4 - 2 鹿児島玉龍              | 2回戦    |
| 第34回大会（1962年） | 高知（7年ぶり2回目）            | 2回戦    | ● 0 - 3 PL学園                  | 2回戦    |
| 第36回大会（1964年） | 土佐（11年ぶり3回目）           | 2回戦    | ○ 7 - 3 浜松商（延長10回）      | ベスト4  |
| 第36回大会（1964年） | 土佐（11年ぶり3回目）           | 準々決勝 | ○ 4 - 3 平安                    | ベスト4  |
| 第36回大会（1964年） | 土佐（11年ぶり3回目）           | 準決勝   | ● 0 - 1 徳島海南                | ベスト4  |
| 第36回大会（1964年） | 安芸（初出場）                  | 1回戦    | ○ 7 - 1 岐阜東                  | 2回戦    |
| 第36回大会（1964年） | 安芸（初出場）                  | 2回戦    | ● 2 - 7 市西宮                  | 2回戦    |
| 第38回大会（1966年） | 高知（4年ぶり3回目）            | 1回戦    | ○ 10 - 1 兵庫                   | 2回戦    |
| 第38回大会（1966年） | 高知（4年ぶり3回目）            | 2回戦    | ● 0 - 2 米子東                  | 2回戦    |
| 第38回大会（1966年） | 土佐（2年ぶり4回目）            | 1回戦    | ○ 4 - 0 高野山                  | 準優勝   |
| 第38回大会（1966年） | 土佐（2年ぶり4回目）            | 2回戦    | ○ 10 - 2 室蘭工                 | 準優勝   |
| 第38回大会（1966年） | 土佐（2年ぶり4回目）            | 準々決勝 | ○ 1 - 0 平安                    | 準優勝   |
| 第38回大会（1966年） | 土佐（2年ぶり4回目）            | 準決勝   | ○ 7 - 1 育英                    | 準優勝   |
| 第38回大会（1966年） | 土佐（2年ぶり4回目）            | 決勝     | ● 0 - 1 中京商                  | 準優勝   |
| 第39回大会（1967年） | 高知（2年連続4回目）            | 1回戦    | ○ 4 - 0 仙台商                  | 準優勝   |
| 第39回大会（1967年） | 高知（2年連続4回目）            | 2回戦    | ○ 3 - 2 桐生                    | 準優勝   |
| 第39回大会（1967年） | 高知（2年連続4回目）            | 準々決勝 | ○ 2 - 0 熊本工                  | 準優勝   |
| 第39回大会（1967年） | 高知（2年連続4回目）            | 準決勝   | ○ 11 - 1 甲府商                 | 準優勝   |
| 第39回大会（1967年） | 高知（2年連続4回目）            | 決勝     | ● 1 - 2 津久見（延長12回）      | 準優勝   |
| 第40回大会（1968年） | 高知商（9年ぶり7回目）          | 1回戦    | ○ 10 - 4 磐城                   | 2回戦    |
| 第40回大会（1968年） | 高知商（9年ぶり7回目）          | 2回戦    | ● 1 - 2 箕島                    | 2回戦    |
| 第43回大会（1971年） | 高知（4年ぶり5回目）            | 1回戦    | ● 0 - 4 木更津中央              | 初戦敗退 |
| 第44回大会（1972年） | 高知（2年連続6回目）            | 1回戦    | ● 2 - 3x 福井商                 | 初戦敗退 |
| 第44回大会（1972年） | 高知商（4年ぶり8回目）          | 1回戦    | ○ 2 - 1 松商学園                | ベスト8  |
| 第44回大会（1972年） | 高知商（4年ぶり8回目）          | 2回戦    | ○ 3 - 1 PL学園                  | ベスト8  |
| 第44回大会（1972年） | 高知商（4年ぶり8回目）          | 準々決勝 | ● 1 - 3 日大桜丘                | ベスト8  |
| 第46回大会（1974年） | 高知（2年ぶり7回目）            | 1回戦    | ○ 3 - 0 津久見                  | ベスト8  |
| 第46回大会（1974年） | 高知（2年ぶり7回目）            | 2回戦    | ○ 1x - 0 横浜（延長12回）       | ベスト8  |
| 第46回大会（1974年） | 高知（2年ぶり7回目）            | 準々決勝 | ● 1 - 3 和歌山工                | ベスト8  |
| 第47回大会（1975年） | 高知（2年連続8回目）            | 2回戦    | ○ 5 - 4 熊本工（延長11回）      | 優勝     |
| 第47回大会（1975年） | 高知（2年連続8回目）            | 準々決勝 | ○ 2 - 1 福井商                  | 優勝     |
| 第47回大会（1975年） | 高知（2年連続8回目）            | 準決勝   | ○ 3 - 2 報徳学園                | 優勝     |
| 第47回大会（1975年） | 高知（2年連続8回目）            | 決勝     | ○ 10 - 5 東海大相模（延長13回） | 優勝     |
| 第48回大会（1976年） | 土佐（10年ぶり5回目）           | 1回戦    | ○ 4 - 3 豊見城                  | ベスト8  |
| 第48回大会（1976年） | 土佐（10年ぶり5回目）           | 2回戦    | ○ 6 - 0 徳島商                  | ベスト8  |
| 第48回大会（1976年） | 土佐（10年ぶり5回目）           | 準々決勝 | ● 3 - 4 小山                    | ベスト8  |
| 第49回大会（1977年） | 中村（初出場）                  | 1回戦    | ○ 3 - 0 戸畑                    | 準優勝   |
| 第49回大会（1977年） | 中村（初出場）                  | 2回戦    | ○ 6 - 2 海星                    | 準優勝   |
| 第49回大会（1977年） | 中村（初出場）                  | 準々決勝 | ○ 4 - 1 天理                    | 準優勝   |
| 第49回大会（1977年） | 中村（初出場）                  | 準決勝   | ○ 4 - 1 岡山南                  | 準優勝   |
| 第49回大会（1977年） | 中村（初出場）                  | 決勝     | ● 0 - 3 箕島                    | 準優勝   |
| 第50回大会（1978年） | 高知（3年ぶり9回目）            | 1回戦    | ○ 5 - 4 岡山東商（延長13回）    | 2回戦    |
| 第50回大会（1978年） | 高知（3年ぶり9回目）            | 2回戦    | ● 0 - 5 郡山                    | 2回戦    |
| 第51回大会（1979年） | 高知商（7年ぶり9回目）          | 1回戦    | ○ 4x - 3 八代工（延長11回）     | 2回戦    |
| 第51回大会（1979年） | 高知商（7年ぶり9回目）          | 2回戦    | ● 2 - 3 浪商                    | 2回戦    |
| 第52回大会（1980年） | 高知商（2年連続10回目）         | 1回戦    | ○ 9 - 1 新宮                    | 優勝     |
| 第52回大会（1980年） | 高知商（2年連続10回目）         | 2回戦    | ○ 7 - 0 富士宮北                | 優勝     |
| 第52回大会（1980年） | 高知商（2年連続10回目）         | 準々決勝 | ○ 4 - 3 尼崎北                  | 優勝     |
| 第52回大会（1980年） | 高知商（2年連続10回目）         | 準決勝   | ○ 5 - 1 広陵                    | 優勝     |
| 第52回大会（1980年） | 高知商（2年連続10回目）         | 決勝     | ○ 1x - 0 帝京（延長11回）       | 優勝     |
| 第53回大会（1981年） | 高知商（3年連続11回目）         | 1回戦    | ● 1 - 4 東海大工                | 初戦敗退 |
| 第54回大会（1982年） | 高知商（4年連続12回目）         | 1回戦    | ○ 5 - 2 延岡商                  | 2回戦    |
| 第54回大会（1982年） | 高知商（4年連続12回目）         | 2回戦    | ● 1 - 5 郡山                    | 2回戦    |
| 第54回大会（1982年） | 明徳（初出場）                  | 1回戦    | ○ 11 - 0 瀬田工                 | 2回戦    |
| 第54回大会（1982年） | 明徳（初出場）                  | 2回戦    | ● 3 - 4x 箕島（延長14回）       | 2回戦    |
| 第55回大会（1983年） | 明徳（2年連続2回目）            | 1回戦    | ○ 10 - 0 青森北                 | ベスト4  |
| 第55回大会（1983年） | 明徳（2年連続2回目）            | 2回戦    | ○ 7 - 1 上宮                    | ベスト4  |
| 第55回大会（1983年） | 明徳（2年連続2回目）            | 準々決勝 | ○ 8 - 0 佐世保工                | ベスト4  |
| 第55回大会（1983年） | 明徳（2年連続2回目）            | 準決勝   | ● 1 - 2 池田                    | ベスト4  |
| 第56回大会（1984年） | 明徳義塾（3年連続3回目）        | 1回戦    | ○ 1 - 0 福岡大大濠（延長10回）  | ベスト8  |
| 第56回大会（1984年） | 明徳義塾（3年連続3回目）        | 2回戦    | ○ 2 - 0 佐世保実                | ベスト8  |
| 第56回大会（1984年） | 明徳義塾（3年連続3回目）        | 準々決勝 | ● 0 - 1 大船渡                  | ベスト8  |
| 第57回大会（1985年） | 伊野商（初出場）                | 1回戦    | ○ 5 - 1 東海大浦安              | 優勝     |
| 第57回大会（1985年） | 伊野商（初出場）                | 2回戦    | ○ 5 - 3 鹿児島商工              | 優勝     |
| 第57回大会（1985年） | 伊野商（初出場）                | 準々決勝 | ○ 5 - 0 西条                    | 優勝     |
| 第57回大会（1985年） | 伊野商（初出場）                | 準決勝   | ○ 3 - 1 PL学園                  | 優勝     |
| 第57回大会（1985年） | 伊野商（初出場）                | 決勝     | ○ 4 - 0 帝京                    | 優勝     |
| 第58回大会（1986年） | 高知（8年ぶり10回目）           | 1回戦    | ○ 3 - 0 帝京                    | 2回戦    |
| 第58回大会（1986年） | 高知（8年ぶり10回目）           | 2回戦    | ● 1 - 2x 宇都宮南（延長11回）   | 2回戦    |
| 第59回大会（1987年） | 明徳義塾（3年ぶり4回目）        | 1回戦    | ● 1 - 3 関東一                  | 初戦敗退 |
| 第60回大会（1988年） | 高知商（6年ぶり13回目）         | 1回戦    | ○ 6 - 3 熊本工                  | 3回戦    |
| 第60回大会（1988年） | 高知商（6年ぶり13回目）         | 2回戦    | ○ 3 - 2 福岡第一（延長12回）    | 3回戦    |
| 第60回大会（1988年） | 高知商（6年ぶり13回目）         | 3回戦    | ● 3 - 7 上宮                    | 3回戦    |
| 第62回大会（1990年） | 高知（4年ぶり11回目）           | 1回戦    | ● 0 - 14 日大藤沢               | 初戦敗退 |
| 第65回大会（1993年） | 土佐（17年ぶり6回目）           | 2回戦    | ● 3 - 5 東北                    | 初戦敗退 |
| 第66回大会（1994年） | 高知商（6年ぶり14回目）         | 1回戦    | ○ 6 - 0 那覇商                  | 2回戦    |
| 第66回大会（1994年） | 高知商（6年ぶり14回目）         | 2回戦    | ● 0 - 2 常総学院                | 2回戦    |
| 第67回大会（1995年） | 高知（5年ぶり12回目）           | 1回戦    | ● 4 - 5 前橋工                  | 初戦敗退 |
| 第68回大会（1996年） | 明徳義塾（9年ぶり5回目）        | 1回戦    | ○ 3 - 0 福井商                  | ベスト8  |
| 第68回大会（1996年） | 明徳義塾（9年ぶり5回目）        | 2回戦    | ○ 6 - 4 浜松工                  | ベスト8  |
| 第68回大会（1996年） | 明徳義塾（9年ぶり5回目）        | 準々決勝 | ● 1 - 6 岡山城東                | ベスト8  |
| 第69回大会（1997年） | 明徳義塾（2年連続6回目）        | 1回戦    | ○ 5 - 3 国士舘                  | 2回戦    |
| 第69回大会（1997年） | 明徳義塾（2年連続6回目）        | 2回戦    | ● 0 - 6 上宮                    | 2回戦    |
| 第70回大会（1998年） | 明徳義塾（3年連続7回目）        | 2回戦    | ○ 6 - 0 京都西                  | ベスト8  |
| 第70回大会（1998年） | 明徳義塾（3年連続7回目）        | 3回戦    | ○ 5 - 4 常総学院                | ベスト8  |
| 第70回大会（1998年） | 明徳義塾（3年連続7回目）        | 準々決勝 | ● 2 - 3x PL学園（延長10回）     | ベスト8  |
| 第71回大会（1999年） | 明徳義塾（4年連続8回目）        | 1回戦    | ○ 3x - 2 滝川二（延長10回）     | 2回戦    |
| 第71回大会（1999年） | 明徳義塾（4年連続8回目）        | 2回戦    | ● 1 - 5 海星                    | 2回戦    |
| 第72回大会（2000年） | 明徳義塾（5年連続9回目）        | 1回戦    | ○ 9 - 3 上宮太子                | ベスト8  |
| 第72回大会（2000年） | 明徳義塾（5年連続9回目）        | 2回戦    | ○ 8 - 7 四日市工                | ベスト8  |
| 第72回大会（2000年） | 明徳義塾（5年連続9回目）        | 準々決勝 | ● 5 - 12 鳥羽                   | ベスト8  |
| 第73回大会（2001年） | 高知（6年ぶり13回目）           | 2回戦    | ○ 7 - 1 岡山学芸館              | 3回戦    |
| 第73回大会（2001年） | 高知（6年ぶり13回目）           | 3回戦    | ● 1 - 10 市川                   | 3回戦    |
| 第74回大会（2002年） | 明徳義塾（2年ぶり10回目）       | 1回戦    | ○ 7 - 4 金光大阪                | ベスト8  |
| 第74回大会（2002年） | 明徳義塾（2年ぶり10回目）       | 2回戦    | ○ 7 - 2 福岡工大城東            | ベスト8  |
| 第74回大会（2002年） | 明徳義塾（2年ぶり10回目）       | 準々決勝 | ● 8 - 10 福井商                 | ベスト8  |
| 第75回大会（2003年） | 明徳義塾（2年連続11回目）       | 2回戦    | ○ 6 - 0 斑鳩                    | 3回戦    |
| 第75回大会（2003年） | 明徳義塾（2年連続11回目）       | 3回戦    | ● 4 - 8 横浜（延長12回）        | 3回戦    |
| 第76回大会（2004年） | 明徳義塾（3年連続12回目）       | 1回戦    | ○ 10 - 0 桐生第一               | ベスト4  |
| 第76回大会（2004年） | 明徳義塾（3年連続12回目）       | 2回戦    | ○ 4 - 2 八幡商                  | ベスト4  |
| 第76回大会（2004年） | 明徳義塾（3年連続12回目）       | 準々決勝 | ○ 11 - 6 東海大山形             | ベスト4  |
| 第76回大会（2004年） | 明徳義塾（3年連続12回目）       | 準決勝   | ● 6 - 7 済美                    | ベスト4  |
| 第79回大会（2007年） | 高知（6年ぶり14回目）           | 1回戦    | ● 2 - 4 関西                    | 初戦敗退 |
| 第79回大会（2007年） | 室戸（初出場）                  | 1回戦    | ○ 2 - 1 報徳学園                | ベスト8  |
| 第79回大会（2007年） | 室戸（初出場）                  | 2回戦    | ○ 4 - 1 宇部商                  | ベスト8  |
| 第79回大会（2007年） | 室戸（初出場）                  | 準々決勝 | ● 3 - 5 熊本工                  | ベスト8  |
| 第80回大会（2008年） | 明徳義塾（4年ぶり13回目）       | 1回戦    | ○ 3 - 1 関東一                  | 3回戦    |
| 第80回大会（2008年） | 明徳義塾（4年ぶり13回目）       | 2回戦    | ○ 3x - 2 中京大中京（延長10回） | 3回戦    |
| 第80回大会（2008年） | 明徳義塾（4年ぶり13回目）       | 3回戦    | ● 1 - 3 沖縄尚学                | 3回戦    |
| 第82回大会（2010年） | 高知（3年ぶり15回目）           | 1回戦    | ● 5 - 6x 神港学園               | 初戦敗退 |
| 第83回大会（2011年） | 明徳義塾（3年ぶり14回目）       | 1回戦    | ● 5 - 6 日大三                  | 初戦敗退 |
| 第84回大会（2012年） | 高知（2年ぶり16回目）           | 1回戦    | ● 0 - 4 横浜                    | 初戦敗退 |
| 第85回大会（2013年） | 高知（2年連続17回目）           | 2回戦    | ○ 5 - 1 関西                    | ベスト4  |
| 第85回大会（2013年） | 高知（2年連続17回目）           | 3回戦    | ○ 3 - 1 常葉菊川                | ベスト4  |
| 第85回大会（2013年） | 高知（2年連続17回目）           | 準々決勝 | ○ 2 - 0 仙台育英                | ベスト4  |
| 第85回大会（2013年） | 高知（2年連続17回目）           | 準決勝   | ● 2 - 3 済美                    | ベスト4  |
| 第85回大会（2013年） | 土佐（21世紀枠・20年ぶり7回目） | 2回戦    | ● 0 - 4 浦和学院                | 初戦敗退 |
| 第86回大会（2014年） | 明徳義塾（3年ぶり15回目）       | 1回戦    | ○ 3x - 2 智弁和歌山（延長15回） | ベスト8  |
| 第86回大会（2014年） | 明徳義塾（3年ぶり15回目）       | 2回戦    | ○ 3 - 2 関東第一                | ベスト8  |
| 第86回大会（2014年） | 明徳義塾（3年ぶり15回目）       | 準々決勝 | ● 5 - 7 佐野日大（延長11回）    | ベスト8  |
| 第88回大会（2016年） | 明徳義塾（2年ぶり16回目）       | 1回戦    | ● 1 - 7 龍谷大平安              | 初戦敗退 |
| 第88回大会（2016年） | 土佐（3年ぶり8回目）            | 1回戦    | ● 0 - 9 大阪桐蔭                | 初戦敗退 |
| 第89回大会（2017年） | 明徳義塾（2年連続17回目）       | 1回戦    | ● 4 - 5 早稲田実（延長10回）    | 初戦敗退 |
| 第89回大会（2017年） | 中村（21世紀枠・40年ぶり2回目） | 1回戦    | ● 1 - 5 前橋育英                | 初戦敗退 |
| 第90回大会（2018年） | 明徳義塾（3年連続18回目）       | 2回戦    | ○ 7x - 5 中央学院               | 3回戦    |
| 第90回大会（2018年） | 明徳義塾（3年連続18回目）       | 3回戦    | ● 1 - 3x 日本航空石川           | 3回戦    |
| 第90回大会（2018年） | 高知（5年ぶり18回目）           | 2回戦    | ● 1 - 10 明秀日立               | 初戦敗退 |
| 第92回大会（2020年） | 明徳義塾（2年ぶり19回目）       | 交流試合 | ○ 6x - 5 鳥取城北               | （中止） |
| 第93回大会（2021年） | 明徳義塾（2年連続20回目）       | 1回戦    | ● 0 - 1 仙台育英                | 初戦敗退 |
| 第94回大会（2022年） | 高知（4年ぶり19回目）           | 1回戦    | ○ 4 - 2 東洋大姫路              | 2回戦    |
| 第94回大会（2022年） | 高知（4年ぶり19回目）           | 2回戦    | ● 3 - 6 国学院久我山            | 2回戦    |
| 第95回大会（2023年） | 高知（2年連続20回目）           | 1回戦    | ○ 4 - 1 北陸                    | 3回戦    |
| 第95回大会（2023年） | 高知（2年連続20回目）           | 2回戦    | ○ 3 - 2 履正社                  | 3回戦    |
| 第95回大会（2023年） | 高知（2年連続20回目）           | 3回戦    | ● 4 - 6 専大松戸                | 3回戦    |
| 第96回大会（2024年） | 高知（3年連続21回目）           | 1回戦    | ● 1 - 3 広陵                    | 初戦敗退 |
| 第97回大会（2025年） | 明徳義塾（4年ぶり21回目）       | 1回戦    | ● 1 - 3 健大高崎（延長10回TB）  | 初戦敗退 |

## 通算成績
| 出場 | 試合 | 勝利 | 敗戦 | 引分 | 勝率 | 優勝 | 準優勝 | ベスト4 | ベスト8 |
| ---- | ---- | ---- | ---- | ---- | ---- | ---- | ------ | ------- | ------- |
| 70   | 159  | 93   | 66   | 0    | .585 | 3    | 5      | 5       | 13      |

## 学校別成績
| 校名       | 出場 | 直近出場 | 勝敗     | 最高成績 | 前身校 |
| ---------- | ---- | -------- | -------- | -------- | ------ |
| 明徳義塾   | 21回 | 2025年   | 25勝20敗 | ベスト4  | 明徳   |
| 高知       | 21回 | 2024年   | 21勝20敗 | 優勝1回  | 城東   |
| 高知商     | 14回 | 1994年   | 23勝13敗 | 優勝1回  |        |
| 土佐       | 8回  | 2016年   | 9勝8敗   | 準優勝   |        |
| 中村       | 2回  | 2017年   | 4勝2敗   | 準優勝   |        |
| 伊野商     | 1回  | 1985年   | 5勝0敗   | 優勝1回  |        |
| 高知追手前 | 1回  | 1947年   | 3勝1敗   | ベスト4  | 城東中 |
| 室戸       | 1回  | 2007年   | 2勝1敗   | ベスト8  |        |
| 安芸       | 1回  | 1964年   | 1勝1敗   | 2回戦    |        |